# Притула Семен Петрович
Семен Петрович Притула (1878 — не раніше 1916) — селянський депутат Державної думи I скликання від Таврійської губернії.

## Біографія
Селянин Бердянського повіту Таврійської губернії. За національністю — українець, за віросповіданням — православний. Мав початкову освіту. Служив на різних сільських посадах. Співпрацював у газетах «Життя Криму» та «Вісник Таврійського земства». Талановитий промовець. Член Всеросійського Селянського союзу, примикав до її лівого крила Конституційно-демократичної партії. Серед селян мав репутацію гарного оратора.
26 березня 1906 р. обраний до Державної думи I скликання від загального складу виборщиків Таврійських губернських виборчих зборів. Увійшов до Трудової групи. Член Комісії з виконання державного розпису доходів та витрат.
Після розгону Думи підпис С. П. Притули з'явився під Виборзьким зверненням. Він був залучений за статтями 129, ч. 1, п. п. 51 та 3 Кримінального Уложення. Однак на суді йому вдалося довести своє алібі і його виправдали. Разом із ним зі 169 обвинувачених виправдані були лише двоє — І. Д. Бугров та А. Л. Шемякін.
Подальша доля невідома.